# 25 km
25 km (ukr. 25 км) – przystanek kolejowy i posterunek odgałęźny w miejscowości Wełykodołynśke, w rejonie odeskim, w obwodzie odeskim, na Ukrainie.